# Melipotis manipularis
Melipotis manipularis är en fjärilsart som beskrevs av Achille Guenée 1852. Melipotis manipularis ingår i släktet Melipotis och familjen nattflyn. Inga underarter finns listade i Catalogue of Life.